# Джек Гилфорд
Джек Гилфорд (англ. Jack Gilford, 25 июля 1908 — 4 июня 1990) — американский актёр.

## Биография
Джек Гилфорд, урождённый Джекоб Аарон Гелманн (англ. Jacob Aaron Gellman), родился и вырос в Нью-Йорке. Его родители, Софи и Аарон Геллманы, были еврейскими иммигрантами, которые прибыли в США из Румынии. В юности он работал в аптеке, где его и обнаружил его протеже Милтон Берл. Вскоре начинающий актёр стал принимать участие в любительских театральных постановках, а затем в его репертуаре появились пародийные номера и юмористические импровизации. В конце 1930-х он работал в качестве конферансье в одном из ночных клубов Нью-Йорка, где положил начало юмористическим монологам, традицию исполнения которых позже подхватили Ленни Брюс и Вуди Аллен. Одной из особенностей выступлений Гилфорда было использование пантомимы, которую он мастерски демонстрировал в театральных постановках и на телевизионных шоу.
Карьера Гилфорда была подорвана в 1950-х годах во времена эры Маккарти, из-за того, что актёр был довольно активен в политическом плане, выступал за социальные перемены, интеграцию и поддерживал профсоюзы. Вместе с супругой, актрисой Мадлен Ли Гилфорд, он фигурировал в списках Комиссии по расследованию антиамериканской деятельности, неоднократно испытывал с её стороны преследования, а в 1955 году вызывался в Комитет палаты представителей для дачи показаний. На протяжении всего десятилетия Гилфорду с супругой тяжело было найти работу, и им неоднократно приходилось занимать деньги, чтобы свести концы с концами.
С окончанием эры Маккарти Джек Гилфорд вновь стал востребован как актёр на театральной сцене, телевидении и в кино. Ему удалось добиться успеха в основном за счёт своих ролей на Бродвее. На телевидении запоминающимися стали его появления в сериалах «Такси», «Мыло» и «Золотые девочки» и «Напряги извилины». За годы своей карьеры Джек Гилфорд становился лауреатом множества различных премий и наград. Он дважды становился номинантом на премию «Тони» (в 1963 и 1967 годах), а в 1973 году выдвигался на «Оскар» за лучшую мужскую роль второго плана в фильме «Спасите тигра». На большом экране Джек Гилфорд также запомнился по роли ворчливого старика Бернарда Лефковитца в фантастическом фильме «Кокон» (1985), а затем и в его сиквеле «Кокон 2: Возвращение» (1988).
В 1990 году, после трёх лет борьбы с раком желудка, Джек Гилфорд умер в своём доме в Гринвич-Виллидж в возрасте 81 года. Его супруга, Мадлен Ли Гилфорд, умерла в апреле 2008 года.

## Награды
- Эмми 1979 — «За достижения в детских телевизионных программах» («Большой голубой мрамор»)

## Избранная фильмография
- Возраст безрассудства / Reckless Age (1944)
- Машина 54, где вы? / Car 54, Where Are You? (1963)
- Защитники / The Defenders (1964—1965)
- Мечтатель / The Daydreamer (1966)
- Мистер Буддвинг / Mister Buddwing (1966)
- Забавная история, случившаяся по дороге на форум / A Funny Thing Happened on the Way to the Forum (1966)
- Выход со смехом / Enter Laughing (1967)
- Кто заботится о монетном дворе? / Who’s Minding the Mint? (1967)
- Инцидент, или Случай в метро / The Incident (1967)
- Призрак и миссис Муир / The Ghost & Mrs. Muir (1968)
- Вот — Люси / Here’s Lucy (1969)
- Напряги извилины / Get Smart (1969)
- Уловка-22 / Catch-22 (1970)
- Возможно, они великаны / They Might Be Giants (1971)
- Спасите тигра / Save the Tiger (1973)
- Ветки / Twigs (1975)
- Трубач Тубби / Tubby the Tuba (1975)
- Кейт МакШейн / Kate McShane (1975)
- МакМиллан и жена / McMillan & Wife (1975)
- Рода / Rhoda (1976)
- Все в семье / All in the Family (1976)
- Гарри и Уолтер едут в Нью-Йорк / Harry and Walter Go to New York (1976)
- Все едут на карусели / Everybody Rides the Carousel (1976)
- Женщина-полицейский / Police Woman (1976)
- Седьмая авеню / Seventh Avenue (1977)
- Мишени Андроса / The Andros Targets (1977)
- Яблочный пирог / Apple Pie (1978)
- Лу Грант / Lou Grant (1979)
- Мыло / Soap (1979)
- Совсем как Моисей! / Wholly Moses! (1980)
- Дешевле будет её содержать / Cheaper to Keep Her (1980)
- Пещерный человек / Caveman (1981)
- Такси / Taxi (1979—1981)
- Элис / Alice (1981)
- Лодка любви / The Love Boat (1981—1982)
- Джон Охотник, доктор медицины / Trapper John, M.D. (1979—1982)
- Анна и бесконечная мощь / Anna to the Infinite Power (1983)
- Ночной суд / Night Court (1985)
- Кокон / Cocoon (1985)
- Артур 2: На мели / Arthur 2: On the Rocks (1988)
- Кокон: Возвращение / Cocoon: The Return (1988)
- Золотые девочки / The Golden Girls (1988)
- Тридцать-с-чем-то / Thirtysomething (1988)
- Староста класса / Head of the Class (1989)
- B.L. Stryker / B.L. Stryker (1989)